# Лоран-Гійом де Конінк
Лоран-Гійом де Конінк (фр. Laurent-Guillaume de Koninck; нар. 3 травня 1809, Левен — пом. 16 травня 1887, Льєж) — бельгійський палеонтолог та хімік.
Навчався медицини в місцевому Католицькому університеті, а в 1831 році він став асистентом в хімічній школі. Проводив хімічні дослідження в Парижі й Берліні, займався викладацькою діяльністю в Гентському та Льєзькому університетах. У 1856 році він був призначений професором хімії в Льєзькому університеті та зберіг цю посаду до кінця свого життя.
З 1835 р. він почав присвячувати своє дозвілля вивченню скам'янілостей карбону поблизу Льєжа, і зрештою він став застосовувати ці дослідження з палеонтології палеозою для вивчення гірських порід, і особливо для його опису молюсків, брахіопод, ракоподібних у вапняках Бельгії. На знак визнання цієї роботи йому в 1875 році була присуджена медаль Волластона Геологічного товариства Лондона, а в 1876 він був призначений професором палеонтології в Льєжі.
Нагороджений медаллю Кларка Королівського товариства Нового Південного Уельсу в 1886 році.

## Публікації
- Eléments de chimie inorganique (1839)
- Description des animaux fossiles qui se trouvent dans le terrain Carbonifère de Belgique (1842-1844, supp. 1851)
- Recherches sur les animaux fossiles (1847, 1873)